# Nova Engineering
Nova Engineering est une écurie de sport automobile japonaise ayant participé avec succès au Championnat du Japon de sport-prototypes sous différents noms tels que Trust Racing Team (en), Advan Sports Nova et FromA Racing ainsi qu'au 24 Heures du Mans.

## Résultats en compétition automobile

### Championnat du Japon de sport-prototypes
| Année | Écurie                 | Voiture      | Moteur                              | Classe | Pneus | 1     | 2        | 3        | 4        | 5        | 6        | 7      |
| ----- | ---------------------- | ------------ | ----------------------------------- | ------ | ----- | ----- | -------- | -------- | -------- | -------- | -------- | ------ |
| 1983  | Trust Racing Team (en) | Porsche 956  | Porsche Type-935 2,6 l Flat-6 Turbo | C      | D     | SUZ 1 | SUZ 1    | FUJ 3    |          |          |          |        |
| 1984  | Advan Sports Nova      | Porsche 956B | Porsche Type-935 2,6 l Flat-6 Turbo | C      | Y     | SUZ   | TSU      | SUZ 1    | FUJ DNS  |          |          |        |
| 1984  | Trust Racing Team (en) | Porsche 956  | Porsche Type-935 2,6 l Flat-6 Turbo | C      | D     | SUZ 1 | TSU      | SUZ 2    | FUJ 3    |          |          |        |
| 1985  | Advan Sports Nova      | Porsche 962C | Porsche Type-935 2,6 l Flat-6 Turbo | C      | Y     | SUZ 3 | FUJ Abd. | FUJ 1    | SUZ 1    | FUJ Abd. | FUJ 1    |        |
| 1985  | Trust Racing Team (en) | Porsche 956  | Porsche Type-935 2,6 l Flat-6 Turbo | C      | D     | SUZ 4 | FUJ 1    | FUJ Abd. | SUZ 4    | FUJ 6    | FUJ 6    |        |
| 1986  | Advan Sports Nova      | Porsche 962C | Porsche Type-935 2,6 l Flat-6 Turbo | C      | Y     | SUZ 1 | FUJ 1    | FUJ 2    | SUZ Abd. | FUJ 8    | FUJ 2    |        |
| 1986  | Trust Racing Team (en) | Porsche 956  | Porsche Type-935 2,6 l Flat-6 Turbo | C      | D     | SUZ 5 | FUJ Abd. | FUJ 1    | SUZ DSQ  | FUJ 6    | FUJ 1    |        |
| 1987  | Advan Alpha Racing     | Porsche 962C | Porsche Type-935 2,6 l Flat-6 Turbo | C      | Y     | 2     | Abd.     | 1        | 3        | 11       |          |        |
| 1987  | FromA Racing           | Porsche 962C | Porsche Type-935 2,6 l Flat-6 Turbo | C      | B     | 1     | 4        | Abd.     | 2        | 9        |          |        |
| 1988  | Advan Alpha Racing     | Porsche 962C | Porsche Type-935 Flat-6 Turbo       | C1     | Y     | 3     | 4        | 4        | 1        | 4        |          |        |
| 1988  | FromA Racing           | Porsche 962C | Porsche Type-935 Flat-6 Turbo       | C1     | B     | 1     | Abd.     | Abd.     | 3        | 16       |          |        |
| 1989  | Advan Alpha Nova       | Porsche 962C | Porsche Type-935 Flat-6 Turbo       | C1     | Y     | FUJ 6 | FUJ 4    | FUJ 4    | SUZ 1    | FUJ 4    |          |        |
| 1989  | FromA Racing           | Porsche 962C | Porsche Type-935 Flat-6 Turbo       | C1     | B     | FUJ 1 | FUJ Abd. | FUJ Abd. | SUZ 3    | FUJ 16   |          |        |
| 1990  | Advan Alpha Nova       | Porsche 962C | Porsche Type-935 Flat-6 Turbo       | C1     | Y     | FUJ 8 | FUJ      | FUJ Abd. | SUZ 6    | SUG      | FUJ Abd. |        |
| 1990  | FromA Racing           | Porsche 962C | Porsche Type-935 Flat-6 Turbo       | C1     | B     | FUJ 5 | FUJ      | FUJ Abd. | SUZ 2    | SUG 7    | FUJ Abd. |        |
| 1991  | FromA Racing           | Nissan R91CK | Nissan VHR35Z 3,5 l V8 Turbo        | C1     | B     | FUJ 2 | FUJ Abd. | FUJ 6    | SUZ 2    | SUG 2    | FUJ Abd. | SUG 10 |
| 1992  | FromA Racing           | Nissan R91CK | Nissan VHR35Z 3,5 l V8 Turbo        | C1     | B     | SUZ 2 | FUJ 3    | FUJ 3    | SUG 6    | FUJ Abd. | MIN 3    |        |